# Етюди втрьох
«Етюди втрьох» — фільм 2009 року.

## Зміст
Історія про студентів художньої академії, які володіють тонкою душевною організацією і сповідують неабияку моральну свободу. Марія зауважує, що її однокурсник Маркос крадькома малює її образ з натури. Вона викликає його на розмову, яка закінчується тим, що молоді люди відчувають взаємну симпатію. Та у їхні взаємини втручається третій учасник — товариш Маркоса.